# Bośniacko-hercegowińskie odznaczenia
| Baretka                                                            | Nazwa                                                                                                   |
| ------------------------------------------------------------------ | --- |
|                                                                    | Order Wolności – Orden slobode                                                                          |
| w przygot.                                                         | Order Pokoju – Orden mira                                                                               |
| w przygot.                                                         | Order Bośni i Hercegowiny – Orden Bosne i Hercegovine                                                   |
|                                                                    | Order Złotego Herbu Bośni i Hercegowiny z Mieczami – Orden zlatnog grba Bosne i Hercegovine sa mačevima |
|                                                                    | Order Złotego Herbu Bośni i Hercegowiny ze Wstęgą – Orden zlatnog grba Bosne i Hercegovine s lentom     |
| w przygot.                                                         | Order Bośni i Hercegowiny ze Złotym Wieńcem – Orden Bosne i Hercegovine sa zlatnim vijencem             |
| w przygot.                                                         | Order Bośni i Hercegowiny ze Srebrnym Wieńcem – Orden Bosne i Hercegovine sa srebrenim vijencem         |
|                                                                    | Order Bohatera Wojny Wyzwoleńczej – Orden heroja oslobodilačkog rata                                    |
| w przygot.                                                         | Order Wyzwolenia – Orden oslobođenja                                                                    |
|                                                                    | Order Złotej Lilii ze Złotym Wieńcem – Orden zlatnog ljiljana sa zlatnim vijencem                       |
|                                                                    | Order Złotej Lilii ze Srebrnym Wieńcem – Orden zlatnog ljiljana sa srebrenim vijencem                   |
|                                                                    | Order Zasługi Wojskowej ze Złotymi Mieczami – Orden za vojne zasluge sa zlatnim mačevima                |
|                                                                    | Order Zasługi Wojskowej ze Srebrnymi Mieczami – Orden za vojne zasluge sa srebrenim mačevima            |
|                                                                    | Medal Odwagi – Medalja za hrabrost                                                                      |
|                                                                    | Medal Zasługi Wojskowej – Medalja za vojne zasluge                                                      |
| w przygot.                                                         | Medal Zwycięstwa – Medalja pobjeda                                                                      |
| w przygot.                                                         | Medal Oporu – Medalja otpora                                                                            |
| w przygot.                                                         | Złota Lilia – Zlatni ljiljan                                                                            |
| w przygot.                                                         | Medal Policji za Odwagę – Policijska medalja za hrabrost                                                |
| w przygot.                                                         | Złota Odznaka Policji – Zlatna policijska značka                                                        |
| w przygot.                                                         | Srebrna Odznaka Policji – Srebrena policijska značka                                                    |
| w przygot.                                                         | Srebrna Tarcza – Srebreni štit                                                                          |
| Odznaczenia jednej z części składowych kraju – Republiki Serbskiej | |
|                                                                    | Order Republiki Serbskiej (wstęga)                                                                      |
|                                                                    | Order Republiki Serbskiej (łańcuch)                                                                     |
|                                                                    | Order Flagi Republiki Serbskiej (komandoria)                                                            |
|                                                                    | Order Flagi Republiki Serbskiej ze złotym wieńcem                                                       |
|                                                                    | Order Flagi Republiki Serbskiej ze srebrnym wieńcem                                                     |
|                                                                    | Order Nemanjicia                                                                                        |
|                                                                    | Order Gwiazdy Jerzego Czarnego I klasy                                                                  |
|                                                                    | Order Gwiazdy Jerzego Czarnego II klasy                                                                 |
|                                                                    | Order Gwiazdy Jerzego Czarnego III klasy                                                                |
|                                                                    | Order Miloša Obilića                                                                                    |
|                                                                    | Order Niegosza I klasy                                                                                  |
|                                                                    | Order Niegosza II klasy                                                                                 |
|                                                                    | Order Niegosza III klasy                                                                                |
|                                                                    | Krzyż Miłosierdzia                                                                                      |
|                                                                    | Order Honoru (komandoria)                                                                               |
|                                                                    | Order Honoru ze złotymi promieniami                                                                     |
|                                                                    | Order Honoru ze srebrnymi promieniami                                                                   |
|                                                                    | Medal Petra Mrkonjića                                                                                   |
|                                                                    | Medal Majora Milana Tepića                                                                              |
|                                                                    | Medal Zasługi dla Narodu                                                                                |
|                                                                    | Złoty Medal za Odwagę                                                                                   |
|                                                                    | Srebrny Medal za Odwagę                                                                                 |
|                                                                    | Medal Zasługi Wojskowej                                                                                 |
|                                                                    | Medal Męstwa Wojskowego                                                                                 |